# Plumatella marcusi
Plumatella marcusi är en mossdjursart som beskrevs av Wiebach 1970. Plumatella marcusi ingår i släktet Plumatella och familjen Plumatellidae. Inga underarter finns listade i Catalogue of Life.